# هجمات الطائرات بدون طيار في العراق 2025
هجمات الطائرات بدون طيار في العراق 2025 هي سلسلة من الهجمات المستمرة باستخدام الطائرات بدون طيار في مختلف أنحاء العراق، يُعتقد أن الميليشيات العراقية الموالية لإيران هي من تقف وراءها. استهدفت هذه الهجمات في الغالب المنشآت العسكرية العراقية والأجنبية ومصافي النفط.

## الخلفية
شكلت الهجمات على حقول النفط تصعيدًا كبيرًا في التوترات الإقليمية وهددت بشكل كبير البنية التحتية للطاقة في العراق. استهدفت الهجمات عدة منشآت منها تلك التي تديرها شركات دولية، مما أدى إلى توقف الإنتاج وخسائر كبيرة في الإنتاج. لم تتبنَ أي جهة الهجمات بشكل رسمي، لكن حكومة إقليم كردستان اتهمت الميليشيات المدعومة من إيران في العراق بالهجمات المتكررة.

## الأحداث

### 2 فبراير
في 2 فبراير 2025، ضربت طائرة بدون طيار حقل غاز خور مور في إقليم كردستان وسط مفاوضات بين إقليم كردستان العراق والحكومة العراقية حول قضايا الطاقة. تزامن الهجوم مع دعوات متزايدة في البرلمان لتفكيك الميليشيات الإيرانية المدعومة في العراق.

### 23 يونيو
أفادت وسائل الإعلام الحكومية العراقية بهجمات بطائرات بدون طيار على قاعدة التاجي العسكرية، مع عدم وقوع إصابات. كما أفادت وكالة تسنيم الإيرانية عن ضربات على مجمع قاعدة النصر الأمريكية قرب مطار بغداد الدولي. وتعرضت قاعدة بلد الجوية أيضاً لهجوم. وذكرت وكالة تسنيم سماع انفجارين داخل القاعدة. وأفادت قناة السومرية الفضائية بهجوم على أنظمة الرادار في قاعدة الإمام علي. وقال المتحدث باسم رئيس الوزراء العراقي إن الطائرات بدون طيار تسببت في "أضرار كبيرة" لأنظمة الرادار في قاعدتي التاجي والإمام علي. وأدانت الحكومة العراقية الهجمات ووصفتها بـ "الجبانة والخائنة". في 24 يونيو 2025، أفادت وكالة أسوشيتد برس بأن الولايات المتحدة اعترضت طائرات بدون طيار استهدفت قاعدة عين الأسد وقاعدة أخرى قرب مطار بغداد الدولي، وتحطمت طائرة واحدة قرب الموقع دون وقوع إصابات. وتحطمت طائرة ثالثة في الرضوانية، على بعد نحو سبعة كيلومترات من مطار بغداد. وأكدت الحكومة العراقية أن الهجمات على معسكر التاجي وقاعدة الإمام علي "ألحقت أضراراً بالغة" بأنظمة الرادار العراقية.

### 24 يونيو
أسقطت القوات الأمريكية 5 طائرات بدون طيار كانت تستهدف قواعد عسكرية وكذلك مطار بغداد وغرب العراق، دون تسجيل إصابات.

### 1 يوليو
ضربت ثلاثة مقذوفات مطار كركوك، مما ألحق أضرارًا ببوابة مجاورة للمنطقة العسكرية. سقطت طائرتان بدون طيار في المنطقة العسكرية وواحدة في المنطقة المدنية من المطار، وأصيب مدنيان.

### 3 يوليو
استهدف هجوم بطائرة بدون طيار مطار أربيل الدولي حيث تتواجد القوات الأمريكية، وأفادت حكومة إقليم كردستان أن مجموعة مكافحة الإرهاب اعترضت الطائرة. وادعت السلطات الكردية أن الحشد الشعبي هو من نفذ الهجوم.

### 14 يوليو
شنت الميليشيات العراقية المدعومة من إيران هجومًا بطائرة بدون طيار استهدف مطار أربيل الدولي، لكن الطائرة تم اعتراضها. ضربت طائرتان بدون طيار حقل نفط خورملا في محافظة أربيل، ما تسبب بأضرار في خط أنابيب مياه.

### 15 يوليو
ضربت طائرة بدون طيار حقل نفط سارسانغ قبل ساعات من توقيع الشركة الأمريكية الخاصة HKM للطاقة على صفقة لتطوير حقل نفط آخر، وأوقفت الهجوم إنتاج 30,000 برميل من النفط.

### 16 يوليو
تعرضت حقول النفط بشكبير وتاوكه في إقليم كردستان العراق، والتي تديرها شركة DNO النرويجية، لهجمات بثلاث طائرات بدون طيار مما أدى إلى توقف الإنتاج. كما استهدف حقل عين سفني الذي تديره شركة هانت أويل الأمريكية في محافظة دهوك بطائرتين بدون طيار. كما تعرض حقل بي حسن النفطي المملوك للدولة العراقية في محافظة كركوك لهجوم. وألقى مسؤول كردي اللوم على الحشد الشعبي في هذه الهجمات.

### 17 يوليو
تعرض حقل نفط تاوكه لهجوم آخر بواسطة طائرات بدون طيار أُرسلت إلى دهوك وأربيل.

### 20 يوليو
شنت إيران هجوماً بطائرة بدون طيار في شيوة جويزان استهدف سيارة تويوتا هايلوكس تقل عضوًا في حزب الحياة الحرة الكردستاني، مما أدى إلى مقتله وإصابة آخر.

### 28 يوليو
ضربت أربع طائرات انتحارية مناطق مختلفة من العراق، تحطمت اثنتان في محافظة أربيل قرب قرية كورغوسك ومقهى في رزگاري، وتحطمت واحدة في قضاء برداراش بمحافظة دهوك، وأخرى سقطت قرب قرية هيهوا في محافظة كركوك.

### 30 يوليو
سقطت طائرة بدون طيار محملة بقنبلة قرب مخمور (مدينة) لكنها لم تنفجر قرب قرية دوجيردكان، حسب وكالات مكافحة الإرهاب الكردية، التي نسبت الهجوم إلى ميليشيات مدعومة من إيران.

## ردود الفعل

### إقليمية
- إقليم كردستان العراق : أدانت وزارة الموارد الطبيعية بشدة "الهجمات الإرهابية التي تهدد سلامة المدنيين في قطاع الطاقة" ودعت الحكومة الاتحادية لاتخاذ التدابير اللازمة.[31]
- الحكومة العراقية : أدان رئيس العراق عبد اللطيف رشيد الهجمات على حقول النفط واصفًا إياها بأنها محاولة لتهديد السلام والاستقرار في المنطقة.[32]

### دولية
- الولايات المتحدة : أدانت الولايات المتحدة بشدة الهجمات، مؤكدة أن الحكومة العراقية مسؤولة عن حماية أراضيها وشعبها.[33]
- المملكة المتحدة :